# Atlas XTP-1 Beta
Atlas XTP-1 Beta bylo označení pro konverzi vrtulníku Aérospatiale SA 330C Puma jihoafrickým leteckým výrobcem Atlas (později Denel Aviation) na experimentální platformu pro testování dynamických systémů bitevního vrtulníku Rooivalk během jeho vývoje. Vznikly dva kusy, oba doplněné krátkými křídly se dvěma podkřídelními závěsníky a jedním na konci křídla. Jeden exemplář XTP-1 byl vystavován se dvěma raketnicemi a kulometnými kontejnery pod každým křídlem, otočnou věžičkou s 20mm kanónem GA-1 pod trupem a datovou sondou na pravém boku přídě.

## Specifikace
Údaje podle

### Hlavní technické údaje
- Délka trupu: 14,06 m
- Průměr nosného rotoru: 15 m
- Výška: 4,18 m
- Kapacita: 2,5 t nákladu nebo 16-20 vojáků

### Výkony
- Maximální rychlost: 294 km/h na úrovni mořské hladiny
- Praktický dostup: 4 800 m
- Dostup ve visu: 4 400 m s využitím přízemního efektu, 4 200 m mimo přízemní efekt
- Dolet: 570 km

### Výzbroj
- 1 × 20mm automatický kanón GA-1, se zásobou 1 000 nábojů
- 4 × raketnice s 18 neřízenými 68mm raketami SNEB